# Matti Lund Nielsen
Pour les articles homonymes, voir Nielsen.
Matti Lund Nielsen, né le 8 mai 1988 à Odense au Danemark, est un footballeur danois qui évolue au poste de milieu de terrain au Hvidovre IF.

## Carrière

### Les débuts (2003–2007)
Nielsen fait ses débuts à Tarup en 2003 avant de rejoindre un an plus tard un autre club amateur, le Holluf Pile. En 2005 il signe au Fraugde IF, club amateur dans lequel il ne reste pas longtemps car le centre de formation d'OB Odense le recrute. 
En 2007, il signe en pro. Il dispute son premier match pro le 24 septembre 2007 face à Viborg en rentrant à la place de Jonas Borring à la 83e minute de jeu.

### F.C. Nordsjælland
En décembre 2009, Matti Lund Nielsen signe un contrat de trois ans avec le club danois de Nordsjælland pour la saison suivante qui commence en janvier 2010.
Le 8 mars 2010, il inscrit lors de la 19e journée du championnat danois un but à la 55e minute face à Aalborg (un match dans lequel son équipe perd 2-1).
Le 6 décembre 2011, ayant perdu sa place de titulaire au profit de Søren Christensen, écarté de l'équipe première de Nordsjælland, il porte plainte. Le club est finalement obliger de rompre son contrat et de le laisser partir en Serie B au club de Pescara.

### Pescara
Le 30 décembre 2011, l'arrivée de Matti Lund Nielsen à Pescara pour 3 ans de contrat est confirmée pour un montant de transfert de 0 euros vu qu'il était libre de tout contrat. En janvier 2013, il est prêté avec option d'achat au Hellas Vérone.

### Reggina 1914
Le 7 janvier 2020, Matti Lund Nielsen rejoint librement la Reggina 1914. Il signe un contrat courant jusqu'en juin 2021.

### Pro Vercelli
Le 22 septembre 2020 il rejoint le Pro Vercelli.

### Hvidovre IF
Lors de l'été 2021, Matti Lund Nielsen fait son retour au Danemark en s'engageant avec le Hvidovre IF, qui évolue alors en deuxième division danoise.
Il joue son premier match pour le Hvidovre IF le 24 juillet 2021, lors de la première journée de la saison 2021-2022, face au Jammerbugt FC. Il entre en jeu et les deux équipes se neutralisent (1-1 score final).

### Palmarès
- Champion du Danemark en 2012 avec Nordsjaelland
- Vainqueur de la Coupe du Danemark en 2010 et 2011 avec Nordsjaelland
- Champion de Serie B en 2012 avec Pescara